# Grammitis magellanica
Grammitis magellanica là một loài dương xỉ trong họ Polypodiaceae. Loài này được Desv. mô tả khoa học đầu tiên năm 1811.